# Csecsemők számérzéke
A csecsemők számfogalmát szisztematikusan az 1980-as évektől kezdték vizsgálni. Ehhez kiváló eszköznek bizonyult az ún. habituáció módszere. Hogyha egy csecsemő számára ugyanazt az ingert többször bemutatják, akkor egy idő után elveszti iránta az érdeklődését, míg új inger megjelenésekor figyelme felélénkül. Ezzel az eljárással meg lehet állapítani, hogy két ingert a csecsemő ugyanolyannak vagy eltérőnek észlel. 

## Csecsemők számfogalma
Prentice Starkey és Robert G. Cooper (1980) kísérletében 4-7 hónapos csecsemőket vizsgáltak, akik anyjuk ölében ülve egy képernyőt figyeltek. Egy kamera az arcukra irányult, aminek segítségével követni lehetett tekintetük irányát. A kutatók azt vizsgálták, hogy a csecsemő milyen hosszú ideig nézi a vetített képeket. A képeken, egymáshoz képest eltérő távolságokban két fekete pont volt látható. Miután a baba fokozatosan elvesztette érdeklődését a két pontot ábrázoló képekkel szemben, a képernyőn 3 pont jelent meg. Ezt a képet a csecsemők szignifikánsan hosszabb ideig nézték, mint az előző, két pontot ábrázoló képeket. A 3 pontot tartalmazó képet tehát különbözőnek észlelték a 2 pontot tartalmazókhoz képest, amelyeket viszont egymással hasonlónak észleltek a csecsemők.
Mark S. Strauss és Lynne E. Curtis (1981) hétköznapi tárgyakról készített fényképekkel ismételte meg a fenti kísérletet, melyek több dimenzió mentén folyamatosan változtak, csupán a számosságuk maradt állandó. A babák ebben a helyzetben is kialakították a két tárgy számosságára vonatkozó képzetüket, folyamatosan csökkentve érdeklődésüket két különböző tárgy megjelenésekor, mely újból felélénkült mikor három különböző tárgy jelent meg a képernyőn.
Egy másik kísérletben a csecsemők szopóritmusát figyelték. Minél gyorsabban szopik a csecsemő, annál nagyobb izgalmat vált ki számára az alkalmazott inger, a szopóritmus enyhülése pedig az érdeklődés csökkenését mutatja. Ranka Bijeljac-Babic, Josiane Bertoncini és Jacques Mehler (1991) csupán pár napos újszülötteknek 3 szótagból álló jelentés nélküli hangsorozatokat játszottak le. Miután a babáknak lecsökkent az érdeklődésük a 3 szótagú hangingerekre, két szótagú hangsorozatot adtak a kutatók, amire a babák újra hevesebben kezdtek cumizni. A kettő és három számérték reprezentációja tehát független az ingerbemutatás módjától, vizuális és hanginger esetén is megkülönböztetik azokat a csecsemők.
Prentice Starkey, Elizabeth S. Spelke és Rochel Gelman (1983) 6-8 hónapos csecsemőket két vetítővászon elé ültettek. Az egyiken két véletlenszerűen elrendezett mindennapi tárgyat mutattak, a másikon három tárgyat. A két vászon között egy hangszóró volt, amelyből váltakozva vagy két vagy három dobütés hallatszott. A babák azt a vetítővásznat nézték tovább, amelyen a tárgyak számossága megegyezett a dobütések számával. Tehát a két különböző modalitásban kapott információt számosságuk mentén összekapcsolták. Ennek az igen fejlett absztrakciót igénylő képességnek már fél évesen a birtokában vannak a csecsemők.

## Csecsemők aritmetikai képessége
A csecsemők számtani képességeit az ún. elvárás megszegés paradigma segítségével vizsgálták. A babák veleszületett és megszerzett ismereteik révén bizonyos elvárásokat alakítanak ki a fizikai világgal kapcsolatban, amelyeket ha laboratóriumi körülmények között megszegünk, akkor a csecsemő fokozott izgatottsággal reagál és hosszabb ideig vizsgálja a „lehetetlen” eseményt. Ilyen lehet pl. hogyha azt észleli, hogy egy tárgy keresztülmegy egy másik tárgyon, vagy hogyha egy tárgy alátámasztás nélkül a levegőben marad. Ezeket a helyzeteket a babák hosszabban nézik, mint a lehetséges helyzeteket.
Karen Wynn (1992) 4 és 5 hónaposok számára egy kis bábszínházat rendezett, melyben először elhelyezett a színpadon egy Miki egeret, majd egy paravánnal eltakarta azt. Ezután a csecsemők által jól látható módon egy újabb Miki egeret helyezett a paraván mögé és arra volt kíváncsi vajon a babák rendelkeznek-e az összeadás képességével és egy vagy két Miki egeret várnak-e a paraván mögött. Ezt úgy vizsgálta, hogy a Miki egerek elhelyezése után két lehetséges folytatás történt. Miután eltűnt a paraván a csecsemők egy része két Miki egeret látott, másik részük csak egy Miki egeret. A babák szignifikánsan hosszabb ideig nézték a „lehetetlen” eseményt (1 Mickey egér), mint a lehetséges eseményt (2 Mickey egér), holott a korábban bemutatott habituációnak megfelelően, mivel a paraván mögött először csak 1 Miki egeret láttak, a 2 Mickey egérnek kellett volna nagyobb újdonságként hatni rájuk. A csecsemők 1+1 tárgy elhelyezése után 2 tárgyat vártak el. Ugyanezt a kísérletet Wynn megismételte kivonással is és ugyanezt az eredményt kapta. Hogyha először két Miki egeret helyezett a paraván mögé amiből egyet elvett, a babák hosszabban nézték azt a „lehetetlen” eseményt, amikor mindkét Mickey egér ott volt a paraván mögött mint amikor csak egy.
Ezekből a kísérletekből azonban nem állítható teljes bizonyossággal, hogy a csecsemők valóban számtani számításokat végeztek. Elképzelhető, hogy csupán annak az ismeretnek vannak a birtokában, hogy tárgyak hozzáadásakor, illetve elvételekor, a tárgyak számossága megváltozik, ezért nem lehet egyenlő a kiinduló mennyiséggel. Ezt a lehetőséget úgy ellenőrizték, hogy ez alkalommal 1 Mickey egér + 1 Mickey egér elhelyezése után 2 vagy 3 Mickey egér jelent meg a paraván mögött. Ebben az esetben a babák a 3 Miki egeret nézték hosszabb ideig. Ebből arra következtetett Wynn, hogy a babák – kis számkörben – valóban képesek az összeadásra és a kivonásra, pontosan tudják, hogy 1+1=2, és nem egyenlő sem 1-gyel, sem 3-mal.
Etienne Koechlin (1997) a fenti kísérletet forgó színpadon is megismételte, mely még nehezebb kognitív feladat elé állította a csecsemőket. Ebben az esetben ugyanis a csecsemő képességét nem magyarázhatjuk azzal, hogy egy bizonyos helyen jelen lévő, vagy eltűnő Mickey egér okozza a meglepetést. A babáknak az összeadásokat és a kivonásokat a Miki egerek mentális reprezentációján kellett elvégezniük. Ebben a helyzetben is ugyanezt az eredményt kapták a kutatók, tehát a csecsemők nem a tárgyak egy bizonyos elrendezésére számítanak, hanem 1+1 tárgy esetén 2 tárgyra 2-1 tárgy esetén 1 tárgyra.

## Csecsemők számtani képességének korlátai
A fenti kísérletek az ún. kis számkörben, vagy szubitizációs tartományon belül jelennek meg. Ez az első 3-4 számértéket jelenti. Az első három számértéken belül a csecsemők nagy pontossággal számolnak, összeadnak, kivonnak, a 4-es számérték használatakor már többet hibáznak, négy fölött pedig már nem tudnak a véletlen szintjét meghaladóan teljesíteni. Ez az eredeti elképzelés mára kissé finomodott, ugyanis a csecsemők számérzékét is befolyásolja az ún. távolsági hatás és a mérethatás. Ez azt jelenti, hogy minél nagyobb számossággal rendelkezik két halmaz elemeinek száma, annál nagyobb távolságra kell lenniük egymástól, ahhoz, hogy a babák különbözőnek észleljék őket. Fei Xu és Elizabeth S. Spelke (2000) nagyobb számkörben is kimutatta, hogy 6 hónapos csecsemők képesek megkülönböztetni egymástól a számosságokat, ha kellő távolság van köztük. Míg 8 és 12 golyó között nem tapasztaltak különbséget, 8 és 16 golyót már eltérőnek észleltek a csecsemők. Ez a Weber-törvény számosságra vonatkozó eseteként értelmezhető.
Fei Xu és Susan Carey (1996) 10 hónapos csecsemőknek egy széles paravánt mutattak, amely mögül bal oldalon egy kisautó, jobb oldalon egy kiskacsa bújt elő, majd tért vissza a paraván mögé. Azt vizsgálták, hogy ilyen esetben, amikor a csecsemő nem látta, hogy korábban két tárgyat helyeztek el a paraván mögött, csak következtethet rá, vajon 1 vagy 2 tárgy reprezentációjával rendelkezik. Azt az érdekes eredményt találták, hogy a csecsemők nem mutattak nagyobb meglepődést, hogyha csak az egyik tárgy volt a paraván mögött, mint ha mindkettő. A babáknak ugyanis lehetséges esemény, hogy tárgyak identitása megváltozzon, egészen addig, amíg számosságuk azonos marad. Mivel ebben a kísérletben a babák mindig csak az egyik tárgyat látták, lehetségesnek tartották, hogy az csupán egy tárgy, mely változtatja alakját. Csupán 1 éves korukban várják el ebben a helyzetben a kisbabák, hogy a bemutatott két különböző tárgy, különböző is maradjon. Azonban még ekkor is meg lehet őket téveszteni, hogyha két ugyanolyan tárgynak csak a színe vagy a fizikai mérete különbözik.